# Добрая фея
«Добрая фея» (англ. The Good Fairy) — кинофильм режиссёра Уильяма Уайлера, вышедший на экраны в 1935 году. Сценарий ленты был написан Престоном Стёрджесом по мотивам одноимённой пьесы Ференца Мольнара (в английском переводе Джейн Хинтон). В 1947 году на основе этого сценария был поставлен музыкальный ремейк «Я буду твоей», а в 1951 году — бродвейский мюзикл «Загадай желание».

## Сюжет
Наивная девушка Луиза, выросшая в приюте для сирот, устраивается на работу в кинотеатр. В первый же вечер она знакомится с одним из посетителей — официантом Детлафом, работающим в дорогом ресторане. Тот предлагает девушке посетить приём в своём заведении, чтобы посмотреть, как живут богатые люди. Здесь за девушкой сразу же начинает ухаживать немолодой бизнесмен Конрад, владеющий компанией по торговле мясом. Испугавшись его приставаний, Луиза говорит, что замужем за бедным адвокатом Максом Спорумом, имя которого она нашла в телефонном справочнике. Конрад тут же предлагает взять его на работу и обеспечить неплохой доход. Луиза, почувствовавшая себя «доброй феей», приносящей удачу незнакомому человеку, на следующее утро отправляется к Максу, чтобы познакомиться со своим «подопечным»...

## В ролях
- Маргарет Саллаван — Луиза Джинглбушер
- Герберт Маршалл — доктор Макс Спорум
- Фрэнк Морган — Конрад
- Реджинальд Оуэн — Детлаф, официант
- Эрик Блор — доктор Метц
- Бьюла Бонди — доктор Шульц
- Алан Хейл — Морис Шлапколь
- Сизар Ромеро — Джо
- Луис Альберни — цирюльник
- Джун Клэйворт — Митци